# Tour de Valclusa
El Tour de Valclusa (en francès Tour du Vaucluse) és una antiga cursa ciclista francesa que es disputà al departament de Valclusa. La cursa es disputà en un sol dia pels voltants de Cavaillon entre el 1923 i 1960. A partir de 1965, i fins al 1998 la cursa es disputà per etapes.

## Palmarès
| Any              | Vencedor              | Segon                   | Tercer                    |
| ---------------- | --------------------- | ----------------------- | ------------------------- |
| Cursa en línia   |                       |                         |                           |
| 1923             | Romain Bellenger      | José Pelletier          | Joseph Curtel             |
| 1924             | Maurice Ville         | Jean Hillarion          | Gaston Ducerisier         |
| 1930             | Louis Gras            | Maxime Calamel          | Ernest Neuhard            |
| 1931             | Maxime Calamel        | Henri Bergerioux        | Marius Guiramand          |
| 1932             | Maxime Calamel        | Giuseppe Cassin         | Georges Speicher          |
| 1933             | Georges Speicher      | Max Bulla               | Louis Hardiquest          |
| 1934             | Jean Bidot            | Maurice Archambaud      | Edoardo Molinar           |
| 1935             | Jean Bidot            | Léon Level              | Maxime Calamel            |
| 1936             | Ettore Molinaro       | Fabien Galateau         | Luigi Barral              |
| 1937             | Giuseppe Cassin       | Henri Puppo             | Adrien Buttafocchi        |
| 1938             | Nello Troggi          | Amédée Rolland          | Georges Naisse            |
| 1939             | Dante Gianello        | Fermo Camellini         | Pierre Lorino             |
| 1941             | Domenico Zanti        | Pierre Canavese         | Paul Neri                 |
| 1951             | Raoul Rémy            | Antonin Rolland         | Robert Chapatte           |
| 1952             | José Pérez Llacer     | Siro Bianchi            | Antonin Rolland           |
| 1953             | Antonin Canavese      | Antonin Rolland         | Francis Anastasi          |
| 1954             | Raymond Elena         | André Payan             | Siro Bianchi              |
| 1955             | Russell Mockridge     | Raoul Rémy              | Antonin Canavese          |
| 1956             | Lucien Fliffel        | Guy Carle               | Marcel Ferri              |
| 1957             | Jean Dotto            | Gérard Bousquet         | Henry Anglade             |
| 1959             | Max Cohen             | Alcide Vaucher          | Fernand Lamy              |
| 1960             | René Fournier         | Anatole Novak           | Siro Bianchi              |
| Cursa per etapes |                       |                         |                           |
| 1965             | Marcel Ferri          | Escudier                | Cenari                    |
| 1966             | Francis Ducreux       | Serge Bolley            | Marcel Ferri              |
| 1967             | Paul Gutty            | Joseph Carrara          | Giorgetti                 |
| 1968             | Pierre Martelozzo     | Combes                  | Rault                     |
| 1969             | Pierre Martelozzo     | Vittorio Cumino         | Francis Rigon             |
| 1970             | Mario Corti           | Giuseppe Maffeis        | Franco Baroni             |
| 1971             | Giuseppe Maffeis      | Claude Mazeaud          | Mario Corti               |
| 1972             | No es disputà         | No es disputà           | No es disputà             |
| 1973             | Stanislaw Szozda      | Fernando Plaza          | Ryszard Szurkowski        |
| 1974             | Jan Brzezny           | Tadeusz Mytnik          | B. Kieczynski             |
| 1975             | Patrick Marette       | Henri Berthillot        | Fr. Indalecio             |
| 1976             | Hans-Joachim Hartnick | Tadeusz Mytnik          | Nentcho Staykov           |
| 1977             | Bernd Drogan          | G. Fedrigo              | Tadeusz Mytnik            |
| 1978             | Michel Laurent        | Mariano Martínez        | Pierre-Raymond Villemiane |
| 1979             | Czesław Lang          | Zdenek Benacek          | Alain de Carvalho         |
| 1980             | Michel Laurent        | Robert Millar           | Jean-François Rodriguez   |
| 1981             | Michel Laurent        | Bernard Thévenet        | Alain de Carvalho         |
| 1982             | Éric Caritoux         | Laurent Fignon          | Urs Zimmermann            |
| 1983             | Denis Roux            | André Chappuis          | Gilles Mas                |
| 1984             | Philippe Chevallier   | Davide Cassani          | Éric Salomon              |
| 1985             | Jean-Jacques Philipp  | Philippe Casado         | Hervé Doueil              |
| 1986             | Jérôme Simon          | Laurent Fignon          | Uwe Ampler                |
| 1987             | Pascal Simon          | Uwe Ampler              | Laurent Fignon            |
| 1988             | Charly Mottet         | Claude Criquielion      | Jan Schur                 |
| 1989             | Steven Rooks          | Pascal Lance            | Éric Caritoux             |
| 1990             | Atle Kvålsvoll        | Thierry Bourguignon     | Luc Leblanc               |
| 1991             | Miguel Indurain       | Fabrice Philipot        | Luc Roosen                |
| 1992             | Robert Forest         | Orlando Gómez Rodríguez | Dimitri Zhdanov           |
| 1993             | Thierry Bourguignon   | Pascal Hervé            | Jean-Christophe Currit    |
| 1994             | Blaise Chauviere      | František Trkal         | Jens Zemke                |
| 1995             | Fabrizio Guidi        | Jean-Christophe Bloy    | Claude Lamour             |
| 1996             | Fabrizio Guidi        | Marco Vergnani          | Maurizio de Pasquale      |
| 1998             | Benoît Salmon         | Artūras Kasputis        | Daniel Schnider           |